# Phòng ngủ ở Arles
Phòng ngủ ở Arles (tiếng Pháp: La Chambre à Arles; tiếng Hà Lan: Slaapkamer te Arles; tiếng Anh: Bedroom in Arles) là tên gọi chùm ba phiên bản giống nhau của tác phẩm tranh sơn dầu của họa sĩ người Hà Lan, Vincent van Gogh.
Bức tranh vẽ lại cảnh phòng ngủ của Van Gogh tại số 2, Place Lamartine, thành phố Arles, Bouches-du-Rhône, Pháp, giờ đây được gọi là Ngôi nhà màu vàng. Mặt bằng căn phòng không phải hình chữ nhật mà có dạng hình thang.